# José Muñoz Román
José Francisco Muñoz Román (Calatayud, 26 de enero de 1903-Madrid, 5 de febrero de 1968) fue un autor y empresario teatral español.

## Biografía
Aragonés bilbilitano, con nueve años de edad marchó a la ciudad de Zaragoza a estudiar el bachiller, y con dieciséis años, en 1921 se trasladó a Madrid, consiguiendo al año siguiente el número uno en las oposiciones de correos; de ese periodo es su primera obra Quereres primeros, estrenada con una sociedad de aficionados en el Salón Luminoso de Cuatro Caminos. Cuatro años después presenta su segundo estreno, El rayo de sol, y se casa con Paula Galindo Blázquez, con la que tendría tres hijos. También a inicios de los años 1920 conoce a Emilio González del Castillo y López, uno de los libretistas más reputados del momento y comienza a colaborar con él en diversas obras. Fruto de dicha colaboración, aparecería en 1931 la revista Las Leandras, con música del maestro Francisco Alonso, estrenada por Celia Gámez. 
Sus mayores éxitos los consiguió en los años 1940, con obras como Luna de miel en El Cairo o Cinco minutos nada menos, estando alguna de ellas durante cinco años consecutivos en cartel, a teatro lleno, con dos representaciones diarias. La decadencia del género, no impidió que Muñoz Román consiguiera nuevos éxitos, como el "sainete superrealista" Una jovencita de 800 años (1958), Un matraco en Nueva York (1959), que lanzó a la popularidad a Alfonso del Real, y ¡Qué cuadro el de Velázquez, esquina Goya! (1963). En lo musical trabajó con los maestros Alonso, Guerrero y Padilla. De estas colaboraciones saldrían temas como Los nardos y El Pichi (ambos de la revista Las Leandras, junto con Alonso y González del Castillo), La Colasa, Carmen la cigarrera, La Montijo y sus dragones, o Estudiantina madrileña de José Padilla. 
Junto con su hermano Valero, fue empresario del madrileño Teatro Martín y consejero de la SGAE. 
Falleció en Madrid en 1968; en su epitafio mandó grabar: "E. P. D." (escribió para divertir). Meses antes, habiendo sido propuesto como hijo predilecto de su pueblo natal, el concejo municipal consideró que "quien había dedicado su vida a tales frivolidades no era digno de tal honor".

## Obra
- Quereres primeros : sainete en un acto, Madrid, 1921 (Con música del maestro Pompey)
- El rayo de sol : sainete lírico en dos actos, el segundo dividido en dos cuadros, original, Madrid : Gráfica Madrid, 1925 (Escrito en colaboración con Aurelio López Monis. Música de los maestros Enríquez, Pla y Pompey)
- La suerte negra : sainete en un acto, original, Madrid : Gráfica Literaria, 1928 (Escrito en colaboración con Domingo Serrano. Música de los maestros Francisco Alonso y Emilio Acevedo)
- Los mandarines : pasatiempo en un acto, Madrid, 1928 (Con música de los maestros Acevedo y Díaz Giles)
- El Romeral : zarzuela en dos actos, el segundo dividido en dos cuadros, Madrid : Gráfica Victoria, 1929 (Escrita en colaboración con Domingo Serrano. Música de los maestros Emilio Acevedo y Fernando Díaz Giles)
- La tirana del candil : zarzuela en dos actos, Madrid, 1930 (Con música de los maestros Acevedo y Díaz Giles)
- Las guapas : pasatiempo cómico lírico en dos actos, divididos en un prólogo, cuatro cuadros, varios subcuadros y una apoteosis, Madrid : Imprenta Gráfica Victoria, 1930 (Escrito en colaboración con Emilio González del Castillo. Música de los maestros Francisco Alonso y Joaquín Belda)
- La castañuela : zarzuela en tres actos, en prosa y verso, Madrid : Gráfica Victoria, 1931 (Escrita en colaboración con Emilio González del Castillo. Música de los maestros Francisco Alonso y Emilio Acevedo)
- Las Leandras : pasatiempo cómico lírico en dos actos, divididos en un prólogo, cinco cuadros, varios subcuadros y apoteosis, Madrid : Gráfica Victoria, 1931 (Escrito en colaboración con Emilio González del Castillo. Música del maestro Francisco Alonso)
- Las mimosas : pasatiempo cómico lírico en dos actos, divididos en tres cuadros, varios subcuadros y apoteosis, Madrid : Gráfica Victoria, 1931 (Escrito en colaboración con Emilio González del Castillo. Música del maestro Ernesto Rosillo)
- ¡Allá películas! : farsa cómica en tres actos, Madrid : Gráfica Victoria, 1932 (Escrita en colaboración con Emilio González del Castillo)
- Los Laureanos : pasatiempo en un acto, Madrid, 1932 (Escrita en colaboración con Emilio González del Castillo. Música de los maestros Alonso y Acevedo)
- Las faldas : pasatiempo cómico-lírico en dos actos, divididos en cuatro cuadros, varios subcuadros y apoteosis, Madrid : Gráfica Victoria, 1932 (Escrito en colaboración con Emilio González del Castillo.Música del maestro Ernesto Rosillo)
- Las de Villadiego : pasatiempo cómico-lírico en dos actos divididos en cinco cuadros, varios subcuadros y apoteosis, Madrid : Gráfica Victoria, 1933 (Escrito en colaboración con Emilio González del Castillo. Música del maestro Francisco Alonso)
- La posada del Caballito Blanco: opereta en tres actos, libro de Hans Müller, música de Ralph Benatzky y cuatro números de Bruno Granischstäedten, Robert Gilbert y Robert Stolz. Versión castellana de... , Madrid : Gráfica Victoria, 1933 (adaptada en colaboración con Emilio González del Castillo)
- Las vampiresas : pasatiempo cómico lírico en dos actos, divididos en seis cuadros, varios subcuadros y apoteosis, Madrid : Gráfica Victoria, 1934 (Escrito en colaboración con Emilio González del Castillo. Música del maestro Ernesto Rosillo)
- Las de los ojos en blanco : pasatiempo cómico lírico en dos actos, divididos en cinco cuadros, varios subcuadros y apoteosis, Madrid : Gráfica Victoria, 1934 (Escrito en colaboración con Emilio González del Castillo. Música del maestro Francisco Alonso)
- Mujeres de fuego : fantasía cómico lírica en dos actos, divididos en ocho cuadros, varios subcuadros y apoteosis, Madrid : Gráfica Victoria, 1935 (Escrita en colaboración con Emilio González del Castillo. Música del maestro Francisco Alonso)
- Las tocas : pasatiempo cómico lírico en dos actos, dividido en seis cuadros, varios subcuadros y apoteosis, Madrid : Gráfica Victoria, 1936 (Escrito en colaboración con Emilio González del Castillo. Música del maestro Francisco Alonso)
- Vampiresas 1940 : comedia musical en dos actos, Madrid, 1940 (Música de los maestros Rosillo y Montorio)
- ¡Qué se diga por la radio! : testamentaría cómico-lírica en dos actos, divididos en cinco cuadros, varios subcuadros y apoteosis, Madrid : Escelicer, 1941 (Escrita en colaboración con Emilio González del Castillo. Música del maestro Francisco Alonso)
- Ladronas de amor : zarzuela futurista en dos actos, divididos en un prólogo, seis cuadros, varios subcuadros y apoteosis, Madrid : Velasco Hermanos, 1942 (Música del maestro Francisco Lozano)
- Doña Mariquita de mi corazón : opereta cómica en dos actos, Madrid : Velasco Hermanos, 1942 (Música del maestro Francisco Alonso)
- Luna de miel en El Cairo : opereta en dos actos y un epílogo, Madrid : Velasco Hermanos, 1943 (Música del maestro Francisco Alonso)
- Una noche contigo : opereta cómica en dos actos, Madrid : Velasco Hermanos, 1943 (Música del maestro Francisco Alonso)
- ¡Cinco minutos nada menos! : opereta cómica en dos actos, Madrid : Velasco Hermanos, 1944 (Música del maestro Jacinto Guerrero)
- Historia de dos mujeres, Madrid, 1947
- Yo soy casado, señorita, Madrid, 1948
- Las viudas de alivio, Madrid, 1948
- ¡Moreno tiene que ser!, Madrid, 1950
- A vivir del cuento, Madrid, 1951
- El burro del tio Basilio. (Apunte de un sainete burro), Madrid, 1952
- Salud y pesetas, Madrid, 1953
- Ana María, Madrid, 1954 (Música de José Padilla)
- Periquito entre ellas, Madrid, 1955
- Maridos odiosos, Madrid, 1955
- La chacha, Rodríguez y su padre, Madrid, 1956 (Música de José Padilla)
- Los diabólicos, Madrid, 1957
- Una jovencita de 800 años, Madrid, 1957
- Una matraco en Nueva York, Madrid, 1957
- ¡Tócame, Raquel!, Madrid, 1958
- Cásate con una ingenua, Madrid, 1959
- Chismes y cuentos, Madrid, 1960
- Festival de la Costa Gris, Madrid, 1960
- El conde de Manzanares, Madrid, 1961
- ¡Qué cuadro de Velázquez, esquina Goya!, Madrid, 1963
- Mami, llévame al colegio, Madrid, 1964 (Refundición de "Las Leandras").
- Aquí, la verdad desnuda, Madrid, 1965 (Actualización de Cinco minutos nada menos).
- Teatro frívolo, Madrid, 2007. Edición de Pedro Víllora que incluye El joven Telémaco, La corte de Faraón y Las Leandras.